# Sabena (documentaire)
Sabena is de naam van een Vlaamse documentaire-televisiereeks die terugblikt op de geschiedenis van de Belgische voormalige luchtvaartmaatschappij Sabena. De vijfdelige reeks werd in november 2021 uitgebracht op Canvas naar aanleiding van de 20e verjaardag van het faillissement van Sabena en werd ook ter beschikking gesteld op VRT NU.
De documentaire blikt terug op de roemrijke, maar ook turbulente geschiedenis van de maatschappij. Van de pioniersjaren na de Eerste Wereldoorlog, via de gouden jaren van de luchtvaart in de jaren zestig en zeventig, tot de tragische teloorgang van het bedrijf in het begin van de 21ste eeuw, wat leidde tot het grootste faillissement in de Belgische geschiedenis.
In de reeks blikken onder meer oud-piloot Filip Van Rossem, journalist Steven De Craene, curator Christian Van Buggenhout en andere oud-personeelsleden terug op hun ervaringen met de maatschappij. Daarnaast wordt er gebruik gemaakt van van archiefbeelden uit de 78-jarige geschiedenis van de luchtvaartmaatschappij. Acteur en amateurpiloot Lucas Van den Eynde is de achtergrondverteller in de documentaire.

## Afleveringen
| Nummer | Titel                     | Onderwerp | Uitzenddatum     |
| ------ | ------------------------- | --- | ---------------- |
| 1      | Het grote avontuur        | Avontuurlijke piloten kleuren de pioniersjaren van Sabena. Andere continenten liggen binnen handbereik, maar vliegen blijft een voortdurende uitdaging.                                                               | 3 november 2021  |
| 2      | Turbulentie               | Sabena loodst België de moderne tijd in. Expo 58 staat symbool voor het vooruitgangsoptimisme, maar in de jaren zestig kent de maatschappij enkele dramatische incidenten.                                            | 10 november 2021 |
| 3      | Een klasse(n)maatschappij | Sabena staat garant voor klasse en de stewardess wordt in de jaren zestig steeds meer het uithangbord van de maatschappij. In het luxueuze pantser verschijnen ook de eerste barsten.                                 | 17 november 2021 |
| 4      | Mayday Mayday Mayday      | In de jaren zeventig maakt Sabena kennis met een nieuw fenomeen: terrorisme. De democratisering van de luchtvaart zorgt ervoor dat meer mensen kiezen voor het vliegtuig, maar de opkomende concurrentie is moordend. | 24 november 2021 |
| 5      | De crash                  | In de jaren negentig stapelen de verliezen zich op. Sabena moet op zoek naar een partner. Het personeel kijkt machteloos toe hoe de top de tanker tevergeefs probeert te keren.                                       | 1 december 2021  |